# Ребро Адама (фильм, 1949)

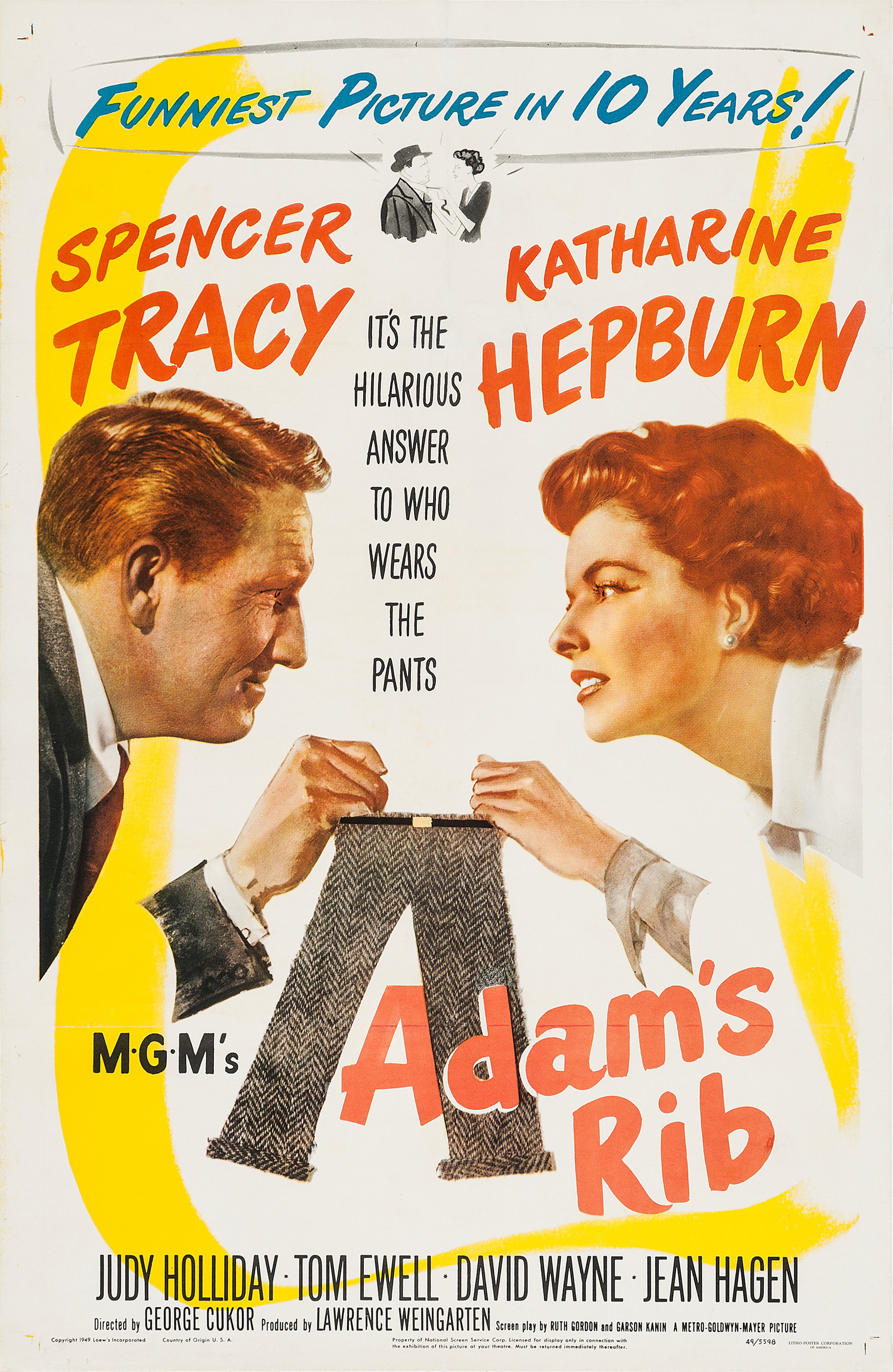
Poster.

«Ребро Адама» (англ. Adam's Rib) (1949) — американская юридическая комедия (comedy of remarriage) с Кэтрин Хепбёрн и Спенсером Трейси. Фильм был номинирован на «Оскар» за лучший оригинальный сценарий.
В 1992 году включён в Национальный реестр фильмов Библиотеки Конгресса США. Актёры главных ролей занимают 1-е и 9-е места списка 100 звёзд, а картина - 7-е место в списке "10 лучших романтических комедий" списка "10 фильмов из 10 жанров"

## Сюжет
Дорис Эттинджер следит за своим мужем Уорреном. В метро она случайно роняет сумку, оттуда вываливается револьвер. Проникнув в многоквартирный дом и прочитав инструкцию по применению к оружию, она застаёт супруга за изменой и, зажмурившись, стреляет в него несколько раз и ранит в руку. Ей предъявляют обвинение в покушении на убийство.
Аманда Боннер подаёт завтрак в постель супругу Адаму, который нехотя встаёт. Она читает ему утреннюю газету о происшествии - Уоррен оказывается в тяжёлом состоянии. Аманда осуждает неверного мужа, а Адам не одобряет поступок стрелявшей. По пути в суд они спорят по поводу произошедшего.
Адам работает помощником окружного прокурора. Ему поручают выступить обвинителем против Дорис Эттинджер. Он недоволен, но за дело берётся. Аманда работает судебной поверенной и обсуждает со своей секретаршей Грейс неверных мужей. Адам звонит ей и сообщает, какое дело ему дали. Аманда говорит Грейс, что мужчины "уронили последнюю соломинку на спину верблюдице", и решает выступить адвокатом обвиняемой.
Адам навещает пострадавшего в больнице. Тот требует, что его сумасшедшую жену упрятали подальше от него, любовница поддерживает Уоррена Фрэнсиса. В это же время Аманда опрашивает Дорис — домохозяйку и мать троих детей — восьмилетнего Уоррена-младшего, семилетнего Алана 7 и шестилетней Туди, женатой 9 лет 4 месяца и 12 дней. 14 марта, 11 месяцев назад, Уоррен выбил ей верхний левый зуб. Обвиняемая, которой грозит 10 лет, утверждает, что она хотела, чтобы муж умер. Она начинает описывать вчерашний день — утром она обнаружила, что супруг не ночевал дома, что он неоднократно делал, говоря, чтобы та не лезла не в своё дело. Она разозлилась, ведь это была четвёртая ночь подряд. Отправив детей в школу, она купила револьвер и руководство в ломбарде. Всё было, как во сне. После завтрака в кафе она позвонила мужу, но тот отказал во встрече. Она ждала его целый день у офиса, после чего последовала вслед и застала с любовницей.
Вечером на званом вечере, организованной родителями Адама, Аманда обнаруживает подарок супруга — прекрасную шляпку. супругов на званый вечер. Там она признаётся, что будет адвокатом миссис Эттинджер. Гости смотрят немой домашний фильм с участием супругов, надо которой подшучивает композитор Кип Лури. Перед сном супруги спорят о деле, Адам грозится уничтожить её в суде.
На следующий день в здании уголовного суда происходит слушание дела Эттинджеров, заседание возглавляет судья Рэйсер. Любящие супруги оказываются по разные стороны баррикад. Первым выступает независимый присяжный Пол Харлок, детский воспитатель, не знакомый ни с одной из сторон. Защита Аманды строится на равенстве мужчин и женщин в юридических правах. Из-за того, что тот не верит в равенство полов, Аманда отклоняет его кандидатуру. Следующим вызывают киномеханика Бенджамина Клауснера.
Вечером всё возвращается в прежнее русло — супруги души друг в друге не чают. Адам вновь просит Аманду отказаться от дела. К ним приходит Кип Лури, прочитавший о заседании в газете, играет тем свою новую песню об Аманде за пианино, после чего легко флиртуя с Амандой, желает ей удачи в суде.
Любовница Эттинджера мисс Бэрил Кейн даёт показания. Аманда акцентирует внимание на надетом на ней чёрном шёлковом неглиже, мисс Кейн говорит, что тот пришёл к ней, дабы застраховать её жизнь на 3000 долларов. Далее вызывают самого Уоррена Эттинджера, который говорит, что повстречал любовницу год назад, а жену разлюбил года три назад из-за того, что та начала толстеть. Затем — Дорис, рассказывающую о последней ссоре с мужем и о том, что она только хотела напугать любовницу, а не убить мужа, т.к та разрушала их семью.
Вечером Аманда делает Адаму массаж. По радио играет ставшей модной песня Лури об Аманде, Адам с раздражением выключает его. Назло ему Аманда поёт её, Адам бьёт её по попе, та заводится, списывая это на "обычную инстинктивную мужскую жестокость". Начинается перепалка — Адаму стыдно за жену, устраивающую фарс в суде, та пытается манипулировать через истерику и слёзы, после чего внезапно бьёт мужа по ноге.
Аманда собирает группу подсудимых-женщин, не имеющих отношения к делу, судья просит ограничиться тремя. Первой приглашают 33-летнего доктора Маргарет Бродэй, перечисляющую свои должности и научные звания. Далее выступает прораб миссис МакГрат, на которую работает собственный муж и ещё 383 человека, большинство из которых — мужчины. Далее — мисс Олимпиа Ла Пере, демонстрирующая обратные прыжки, вышедшие из моды, и умеющая держать пятерых мужчин при создании гимнастической пирамиды. Также она поднимала олимпийца, державшего 150-килограммов одной рукой. Аманда просит ту поднять Адама, тот протестует, но женщина с лёгкостью поднимает его за ногу.
Вечер. Крепкий и дружный брак Боннеров начинает трещать по швам. Адам не хочет разговаривать с женой. Аманда пытается извиниться, но тот, параллельно собирая чемодан, советует ей приберечь красноречие для присяжных и призывает её уважать закон, ведь она зациклилась и идёт по головам. Он не выдерживает издевательств Аманды над собой, а тем более над законом. Ему нужна жена, а не противник. Он уходит, с силой хлопнув дверью, да так, что опрокидывается мебель, включающая пластинку с песней Лури.
Аманда предлагает присяжным провести эксперимент — представить миссис Эттинджер и Бэрил Кейн мужчиной, а мистера Эттинджера — женщиной (герои на несколько секунд меняют пол на противоположный). Аманда пытается убедить их, что покушения на убийство не было, была лишь жалкая попытка защитить свой дом. Адам, оговорившись, называет присяжных заседателей "засяжными предателями". В пылу спора Он говорит Аманде "Сядь, пупсик!", на чём акцентирует внимание не успевший записать это писарь. Адам от волнения вновь оговаривается, говоря "зарючительная кляча" вместо "заключительной речи". Адам обращает внимание суда на то, что Аманда дала обвиняемой шляпку, которую он подарил ей, и показывает чек.
При оглашении вердикта суд заполняют корреспонденты. Присяжные и миссис Эттинджер смотрят друг на друга, после чего те выносят единогласный оправдательный приговор. Аманда и Дорис обнимаются, репортёры делают общий семейный снимок. Адам поздравляет жену. Те просят пожать друг другу руки для снимка.
Вечером Аманда пьёт вино с Кипом, живущим в квартире напротив. "Змей-искуситель" пытается обратить переживающую женщину против Адама, говоря, что адвокаты не должны женится на адвокатах, т.к. это инцест, а должны выходить за пианистов или композиторов. Лури признаётся Аманде в любви и тщетно пытается поцеловать её. Стоящий на улице Адам смотрит на свет в окне. Он входит в квартиру и угрожает обоим револьвером. Аманда закрывает собой Лури, пытаясь остановить мужа, и говорит, что никто не имеет права так поступать, после чего замирает, всё осознав. Удовлетворённый Лури засовывает револьвер в рот и откусывает ствол, оказавшийся шоколадом. Аманда приходит в ярость, в квартире завязывается потасовка. Лури с разбитым носом грозит Адаму судом. В пылу ссоры те путают квартиры. Вышедший на шум сосед не застаёт потасовки и успокаивает жену, говоря, что ей вновь показалось.
Джулс Фрик, общественный бухгалтер, консультирует Адама и Аманду по чековым вопросам, те закладывают вещи, дабы выкупить ферму. Адам плачет, засунув кулак в рот, жена успокаивает его. В ту же ночь они делятся комплиментами по поводу недавнего дела. Адама хотят выдвинуть на пост окружного судьи от республиканской партии. Аманда надевает подаренную шляпку и спрашивает, выдвинули ли кандидата от демократов. Поющий песню Лури Адам замолкает. На спор он плачет, добавляя, что у каждого свой туз в рукаве. Аманда приходит к выводу, что разница между мужчинами и женщинами незначительна. Адам приводит французскую поговорку — "Да здравствует различие!", после чего задёргивает шторки кровати (как в концовке фильма "Это случилось однажды ночью").

## В ролях
| Актёр          | Роль                                            |
| -------------- | ----------------------------------------------- |
| Спенсер Трейси | Адам Боннер, муж Аманды                         |
| Кэтрин Хепбёрн | Аманда Боннер                                   |
| Джуди Холлидей | Дорис Забо Эттинджер, жена Уоррена              |
| Том Юэлл       | Уоррен Фрэнсис Эттинджер                        |
| Дэвид Уэйн     | Кип Лури                                        |
| Джин Хэген     | Бэрил Кейн                                      |
| Хоуп Эмерсон   | Олимпия Ла Пере, присяжная Аманды               |
| Эве Марч       | Грейс, секретарша Аманды                        |
| Кларенс Колб   | судья Рэйсер                                    |
| Полли Моран    | миссис МакГрат, присяжная Аманды                |
| Мэдж Блейк     | миссис Боннер, мать Адама (в титрах не указана) |
| Томми Нунан    | репортёр (в титрах не указан)                   |

## Художественные особенности
«Ребро Адама» относится к жанру «эксцентрической комедии» («screwball comedy»). В центре такой комедии стоит конфликт между мужчиной и женщиной, они любят друг друга, но некоторые противоречия выступают преградой. В 30-х годах XX века конфликт порождался классовыми различиями, благосостоянием героев или просто разницей в характерах. В 40-х основной темой стала дилемма, стоящая перед героиней, когда ей надо выбрать между карьерой и семьёй. В фильме «Ребро Адама» причиной конфликта стал сам вопрос о ролях мужчины и женщины в обществе.
Юмор картины основан на постоянной смене социальных ролей, когда мужчина выступает в женской роли, а женщина — в мужской. Аманда приглашает в суд ряд женщин, которые демонстрируют способности выполнять мужскую работу. Одна из них, циркачка, демонстрируя свою силу, поднимает Адама в воздух. Это идея, доведенная до крайности, когда зритель видит, как бы выглядел потерпевший муж в женском обличье, а его жена и любовница — в мужском. Чтобы восстановить брак, Адам прибегает к женским хитростям — плачет.
В конце концов всё завершается благополучно, «хэппи-эндом». Аманда выигрывает суд и вместе с тем сохраняет брак, не поступившись принципами. Адам хоть и терпит поражение, не теряет лица и тоже как бы остается победителем. Как и в прочих картинах подобного жанра, семейная идиллия восстанавливается и при этом вопросы, которые были поставлены в начале, так и не находят своего ответа.

## История съёмок
Главные роли в фильме сыграла давно сложившаяся экранная пара Спенсер Трейси и Кэтрин Хепбёрн, особый колорит их взаимоотношениям на экране придавала их любовная связь, имевшая место в реальной жизни. Над фильмом работала и другая пара — супруги-сценаристы Рут Гордон и Гарсон Канин. Сочетание звёздных актёров, сценаристов и режиссёра дало желаемый эффект, принеся хорошую прибыль в плохом финансовом для Голливуда году.
Эта же команда объединилась вновь в 1952 году в фильме «Пэт и Майк», и снова их ждал успех. А история семьи Боннер продолжилась в одноимённом сериале 1972 года.

## Номинации
- 1951 — Оскар — Рут Гордон, Гарсон Канин за Лучший оригинальный сценарий
- 1951 — Золотой глобус — Джуди Холлидей в номинации Лучшая женская роль второго плана
- 1950 — Writers Guild of America — Рут Гордон, Гарсон Канин за лучший сценарий американской комедии
- 1951 — Writers Guild of America — Рут Гордон, Гарсон Канин за лучший сценарий американской комедии